# Srirasmi Suwadee
Srirasmi Suwadee (Samut Songkhram, 9 dicembre 1971) è un'ex principessa ed ex militare thailandese, terza ex moglie del re di Thailandia Rama X dal 2001 al 2014 (all'epoca principe ereditario) e madre del presunto erede al trono Dipangkorn Rasmijoti.

## Biografia

### Istruzione
È nata nel 1971 come terza dei cinque figli di Aphirut e Wanthanee Koet-amphaeng.
Dopo gli studi primari frequentò il Bangkok Business College e nel 1993 entrò in servizio come dama di compagnia alla casa di Vajiralongkorn, all'epoca principe ereditario. Nel 2002 ottenne la laurea in Management Science alla Sukhothai Thammarhirat Open University e nel 2007 conseguì un master in Economia Domestica alla Kasetsart University.

### Consorte del Principe Ereditario

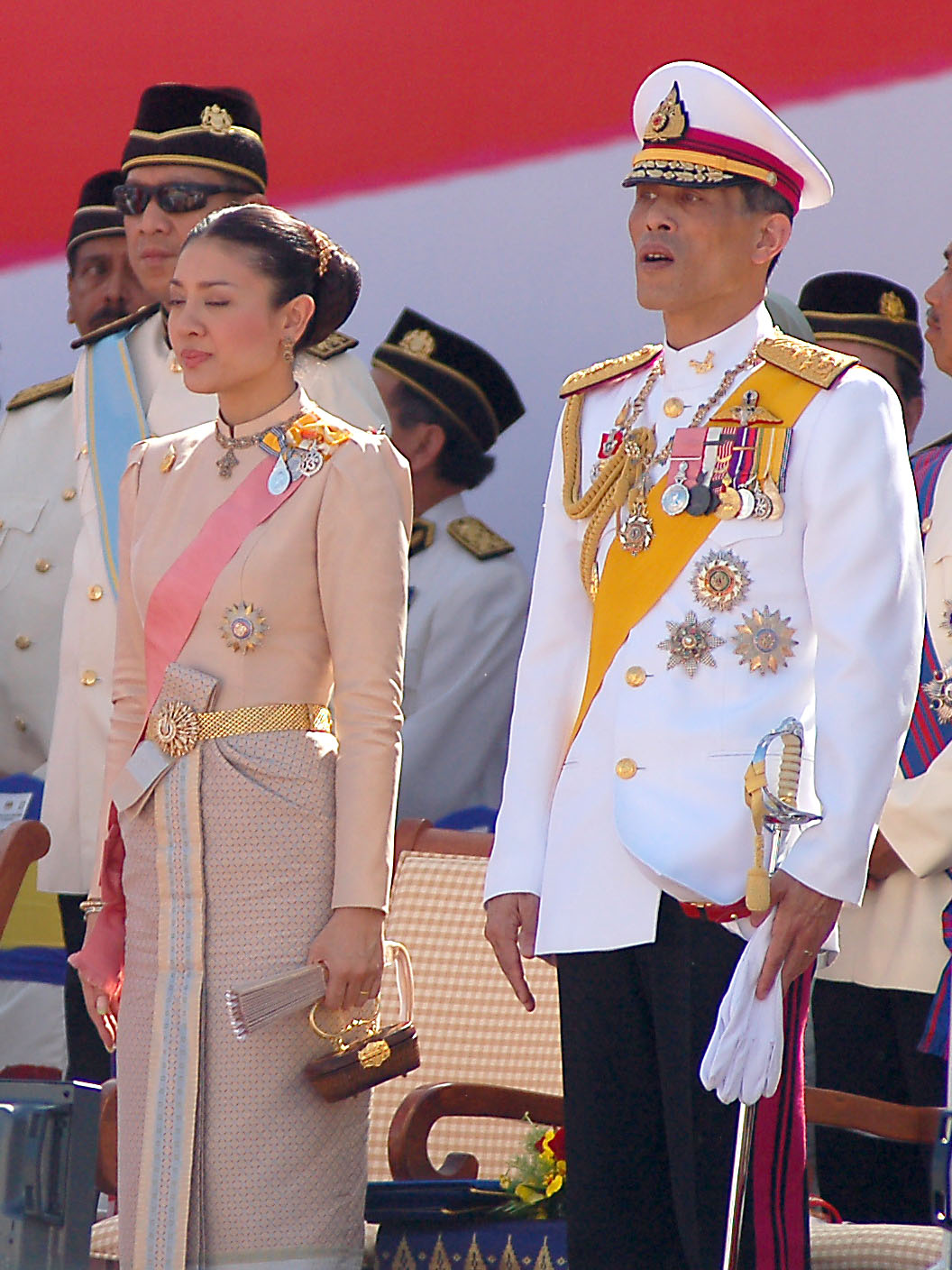
Srirasmi con Vajiralongkorn nel 2007

Sposò Vajiralongkorn il 10 febbraio 2001 presso il Palazzo Nonthamburi, tuttavia l'unione venne resa nota pubblicamente nel 2005, dopo che Srirasmi entrò in gravidanza, annunciata il 14 febbraio.
In seguito alla nascita di suo figlio, Dipangkorn Rasmijoti, ricevette il titolo principesco e fondò la campagna "Sai Yai Rak Jak Mae Su Luk" (Amore e cura dalla madre ai figli), allo scopo di promuovere l'allattamento al seno e la crescita sana dei bambini.

### Divorzio
Il 10 dicembre 2014 divorziò da Vajiralongkorn e due giorni dopo la casa reale rilasciò un comunicato in cui annunciava che Srirasmi aveva rinunciato al titolo nobiliare.
Al momento delle trattative per la separazione, l'ex marito negoziò con Srirasmi affinché rinunciasse alla custodia del figlio, venendo liquidata con una cifra equivalente a 4,57 milioni di sterline. Secondo il quotidiano tedesco Bild, l'ex principessa non ha contatti con Dipangkorn dalla fine del proprio matrimonio.
A febbraio 2015 i suoi genitori, dopo che vennero arrestati con l'accusa di lesa maestà, ammisero di aver utilizzato il loro rapporto con la famiglia reale per far incarcerare un ex vicino di casa dodici anni  prima, con la falsa accusa di frode. Vennero condannati a cinque anni di prigione, poi ridotti a due anni e mezzo.
Nel mese successivo anche tre dei suoi fratelli, Natthapol, Narong e Sitthisak, furono incarcerati con accuse che includevano corruzione e furto. Almeno sette dei suoi parenti vennero messi agli arresti. A seguito di tali accuse, non è più considerata parte della famiglia reale.

## Discendenza
Srirasmi Suwadee e Vajiralongkorn hanno avuto un figlio:
- Dipangkorn Rasmijoti (29 aprile 2005).

## Titoli e trattamento
- 10 febbraio 2001 - 15 giugno 2005: Mom Srirasmi Mahidol na Ayudhya
- 15 giugno 2005 - 11 dicembre 2014: Sua Altezza Reale, la principessa Srirasmi
- 11 dicembre 2014 - attuale: Than Phu Ying Srirasmi Suwadee